# The Easterner or A Tale of the West
Pour les articles homonymes, voir A Tale of the West.
Pour plus de détails, voir Fiche technique et Distribution.
The Easterner or A Tale of the West est un film muet américain réalisé par James Stuart Blackton et sorti en 1907.

## Fiche technique
- Titre : The Easterner or A Tale of the West
- Réalisation : James Stuart Blackton
- Scénario :
- Photographie :
- Montage :
- Producteur :
- Société de production : Vitagraph Company of America
- Société de distribution : Vitagraph Company of America
- Pays d'origine :  États-Unis
- Langue : film muet avec les intertitres en anglais
- Format : Noir et blanc — 35 mm — 1,33:1 — Muet
- Genre : Film dramatique, Western
- Durée : 5 minutes
- Dates de sortie :
  -  États-Unis : 17 août 1907

## Distribution
- William V. Ranous